# Brachyopa flavescens
Brachyopa flavescens är en tvåvingeart som beskrevs av Shannon 1915. Brachyopa flavescens ingår i släktet savblomflugor, och familjen blomflugor. Inga underarter finns listade i Catalogue of Life.